# Vapor Capdevila i Mata
El vapor Capdevila i Mata era una antiga fàbrica tèxtil situada als carrers de la Riereta i de l'Aurora del Raval de Barcelona, actualment convertida en habitatges.

## Història
El 15 de març del 1840, el constructor de màquines Antoni Ferrer i Valls i els comerciants Pere Capdevila, Pere Olivas i Jacint Mata i Sirvent es van associar per a establir una filatura de cotó amb 20 màquines de 120 pues cadascuna mogudes per una màquina de vapor, que seria dirigida pel primer. La duració de la societat Ferrer i Cia es va fixar en cinc anys, i el capital en 45.000 lliures (15.000 Capdevila i Olivas, 10.000 Mata i 5.000 Ferrer), de les que Ferrer i Capdevila aportarien el valor de la maquinària, utensilis i les mules de la seva filatura del carrer d'en Robador, 19 (modern 37). En nom seu, l'agost del mateix any, el fuster Josep Sagarra i Mayol (que també va intervenir a les obres), va adquirir en emfiteusi al fabricant de teixits de cotó Miquel Capdevila i Grasses una parcel·la de 25.116 pams quadrats a la cantonada dels carrers de la Riereta i de l'Aurora (que aleshores s'estava urbanitzant), i tot seguit, va demanar permís per a construir-hi una casa-fàbrica de planta baixa i quatre pisos segons el projecte de l'arquitecte Josep Fontserè i Domènech. La fusta va ser subministrada pel magatzemista Eulogi Soler, les columnes de ferro colat per Valentí Esparó, i la pedra pel moler Onofre Guardiet i pel picapedrer Salvador Lluna.
El 1842, Ferrer va sortir de la societat, i Capdevila, Olivas i Mata establiren en emfiteusi 6.618 ¾ pams quadrats de la seva propietat (Aurora, 18) al fabricant Jeroni Juncadella i Casanovas. El 1845, Olivas va deixar la societat, i Capdevila i Mata van ampliar la fàbrica amb un nou cos d'edifici al carrer de la Riereta, projectat per l'arquitecte Fèlix Ribes i Solà.

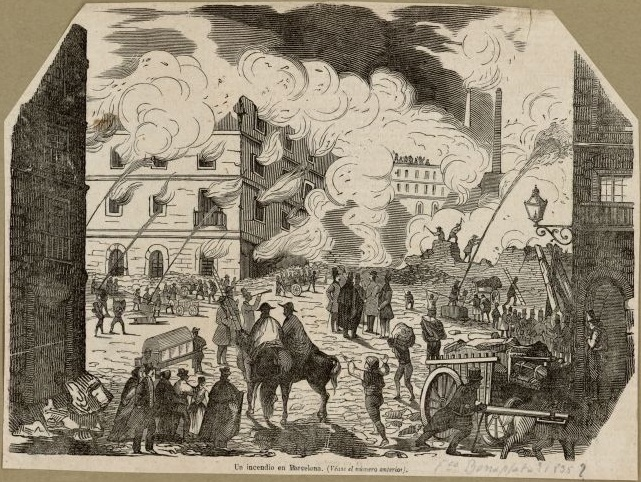
Incendi el 18 de gener del 1851. Iniciat al vapor Capdevila i Mata, es va estendre a la fàbrica Armengol i només es va poder controlar set hores després

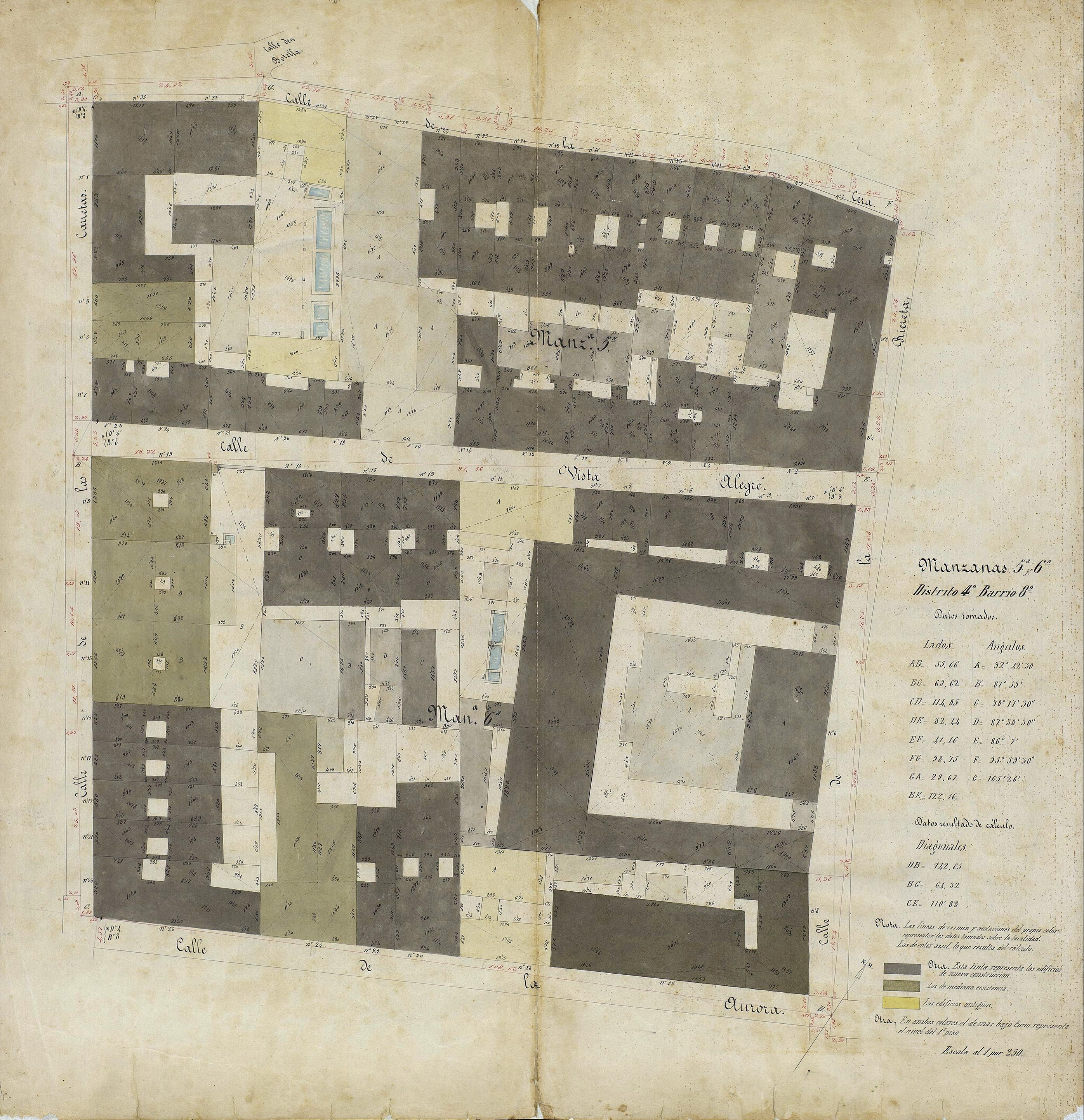
Quarteró núm. 110 de Garriga i Roca (c. 1860)

El 18 de gener del 1851 s'hi va iniciar un incendi, que la va destruir i es va propagar a la veïna fàbrica Armengol:
Es indudable que el fuego tuvo su origen en la fábrica de vapor de los señores Capdevila y Mata, calle de la Riereta, núm. 24 [25], en la cuadra del piso tercero en la cual tenia su establecimiento industrial D. Juán Parodi. Suponese que el frote de las piezas del batan, cuyo roce era muy violento por haberse descuidado el suavizar los ejes y tornillos con aceite, inflamaron algunos copos de algodón, […] Cuando se notaron los primeros indicios, eran poco mas de las nueve de la mañana y llovía á cántaros. Dos horas después el edificio que ocupa, ó mejor dicho, que ocupaba, una grande estension del terreno estaba convertido en un volcan. […] Se formaron cadenas de centenares de hombres que se iban pasando de mano en mano los cubos de agua, derribáronse tabiques para colocar mejor sus bombas [...], cuando repentinamente y tal vez por haber cesado la lluvia y cambiado el viento de la parte de poniente, las llamas de la fábrica de dichos señores, parte de la cual ya se habia desplomado traspasando la indicada calle de S. Paciano [Aurora], penetraron por las puertas de la del señor Armengol. […] Aquel grande edificio, que estaba ocupado por gran número de personas fué asaltado por el fuego, y […] en el espacio de menos de quince minutos las llamas todo lo devoraron, y techos y paredes se desplomaron con ruidoso estrépito, quedando solo en pié, como una aguja, el trozo de pared que constituía el ángulo de la esquina […] A las tres de la tarde se creyó que el fuego estaba ya aislado y que no habia que temer ulteriores resultados. Tres horas después volvieron las llamas á tomar algún incremento dirigiéndose hacia la parte de la calle que ocupa la fábrica del señor Juncadella; volvía á darse mayor impulso á los trabajos y se iluminaban todas las casas de las calles inmediatas al teatro de la ocurrencia.
El 1852, Capdevila i Mata establiren el solar i les ruïnes en emfiteusi als fabricants Pere Manté i Gual, natural de Reus, i Andreu Guasch i Pinyol, de Bràfim. Aquests n'encarregaren la reconstrucció a l'arquitecte Francesc Daniel Molina, amb la col·laboració del paleta Cristòfor Terri, el fuster Julià Soley i el manyà Miquel Coch. Manté va demanar permís per a traslladar-hi la màquina de vapor de 12 CV que tenia Bartomeu Gispert a la seva fàbrica del carrer de la Riereta, llogada pel propietari Marià Borrell a Manté i a Salvador Roig: «Don Pedro Manté, fabricante de tejidos […] propietario de la casa nuevamente edificada en el terreno que estubo establecida la fàbrica de los Sres Capdevila y Mata, solicitan […] hacer trasladar y funcionar en la misma, la máquina de vapor de la fuerza de 12 caballos que Don Bartolomé Gispert y Oliva tiene establecida en la casa n. 73 de la calle Riereta [...]»
El 1853 es va constituir la societat anònima La Industrial lano-algodonera amb un capital de 10 milions de rals i 30 anys de duració, els socis principals de la qual eren Guasch i Manté, que hi aportaven la casa-fàbrica i la maquinària. El 1860, la fàbrica de teixits de llana i mescla de Manté i Nogués es va presentar a l'Exposició Industrial de Barcelona, mereixent els elogis del cronista Orellana.
El 1857 hi havia la serradora de Joan Dardé, la fàbrica de teixits de Feliu, Piñol i Cia i el molí d'escorça d'arbres de Josep Domus, i el 1863 els mateixos establiments excepte el darrer, més la fàbrica de teixits d'Andreu Guasch. El 1866, aquest va comprar a Manté la seva meitat de la propietat per 10.000 duros, i el 1868, vengué la finca del carrer de l'Aurora, 16 ter a Jeroni Juncadella.